# Матвеевское сельское поселение (Костромская область)
Матве́евское се́льское поселе́ние — упразднённое муниципальное образование в составе Парфеньевского района Костромской области России.
Административный центр — село Матвеево.
Законом Костромской области от 26 апреля 2021 года № 77-7-ЗКО к 7 мая 2021 года упразднено в связи с преобразованием Парфеньевского района в Парфеньевский муниципальный округ.

## История
Матвеевское сельское поселение образовано 30 декабря 2004 года в соответствии с Законом Костромской области № 237-ЗКО, установлены статус и границы муниципального образования.
29 марта 2010 года в соответствии с Законом Костромской области № 601-4-ЗКО в состав Матвеевского сельского поселения включено упразднённое Савинское сельское поселение.

## Население
| 2008 | 2010 | 2012 | 2013 | 2014 | 2015 | 2016 |
| ---- | ---- | ---- | ---- | ---- | ---- | ---- |
| 1053 | ↘789 | ↘768 | ↘733 | ↘715 | ↘663 | ↘656 |
| 2017 | 2018 | 2019 | 2020 |      |      |      |
| ↘632 | ↗633 | ↘623 | ↘618 |      |      |      |

## Состав сельского поселения
| №  | Населённый пункт | Тип населённого пункта       | Население |
| -- | ---------------- | ---------------------------- | --------- |
| 1  | Агапитово        | деревня                      | ↗1        |
| 2  | Артёмово         | деревня                      | ↗2        |
| 3  | Вохтома          | посёлок                      | ↗369      |
| 4  | Горелец          | село                         | →13       |
| 5  | Горжениново      | деревня                      | ↗1        |
| 6  | Городище         | деревня                      | ↗5        |
| 7  | Григорово        | деревня                      | ↗28       |
| 8  | Далевский        | починок                      | →0        |
| 9  | Долгово          | деревня                      | →0        |
| 10 | Завражье         | деревня                      | ↗1        |
| 11 | Ильинское        | село                         | ↗7        |
| 12 | Кунаково         | деревня                      | ↘0        |
| 13 | Левино           | деревня                      | ↗2        |
| 14 | Маслово          | деревня                      | →0        |
| 15 | Матвеево         | село, административный центр | ↗288      |
| 16 | Полушкино        | деревня                      | ↗1        |
| 17 | Потапово         | деревня                      | ↗1        |
| 18 | Родино           | деревня                      | →0        |
| 19 | Савино           | деревня                      | ↗248      |
| 20 | Серёгино         | деревня                      | →0        |
| 21 | Татаурово        | деревня                      | →0        |
| 22 | Тихоново         | деревня                      | →0        |
| 23 | Хвостилово       | деревня                      | ↘7        |